# مرکز کمونیست انقلابی هند (مائوئیست)
مرکز کمونیست انقلابی هند (مائوئیست) گروه کمونیستی در پنجاب هند بود. این سازمان در ۱۹۹۵ و پس از دوپاره شدن «مرکز کمونیست انقلابی هند (مارکسیست-لنینیست)» تشکیل شد. (پارهٔ دیگر نام «مرکز کمونیست انقلابی هند (مارکسیست-لنینیست-مائوئیست) را انتخاب کرد» )
دبیر مرکز کمونیست انقلابی هند (مائوئیست) شمشیر سینگ شری بود.
این سازمان در ۱۹۹۶ و ۲۰۰۲ کنفرانس‌هایی برگزار کرد.
مرکز کمونیست انقلابی هند (مائوئیست) عضو نامزد جنبش انقلابی انترناسیونالیستی و یکی از اعضای مؤسس کمیته هماهنگی احزاب و سازمان‌های مائوئیست آسیای جنوبی بود.
در ژانویه ۲۰۰۳ این سازمان با «مرکز کمونیست مائوئیست» ادغام شد و تا «مرکز کمونیست مائوئیست هند» تشکیل شود.